# Ascobolus aglaosporus
Ascobolus aglaosporus är en svampart som tillhör divisionen sporsäcksvampar, och som beskrevs av Anton Heimerl. Ascobolus aglaosporus ingår i släktet Ascobolus, och familjen Ascobolaceae. Arten är reproducerande i Sverige.